# Sabu Martinez
Louis “Sabu” Martinez (14. července 1930 – 13. ledna 1979) byl jeden z nejproduktivnějších hráčů na konga v celé historii afrokubánské hudby. Dvě desky jeho ansámblu jsou doposud všeobecně považovány za nejdivočejší “exotické” nahrávky. Během své bohaté životní kariéry si zahrál s předními jazzovými hráči. Patřili mezi ně Dizzy Gillespie, Horace Silver, J.J. Johnson, Kenny Clarke nebo Art Blakey.

## Životopis
Sabu Martinez se narodil 14. července 1930 v newyorské čtvrti Harlem. Svou hudební kariéru začal v jedenácti letech, kdy každou třetí noc hrával za 25 centů se zavedenými kapelami, které hrály mambo či jazz. Delší dobu pak pobýval v Portoriku, odkuď se vrátil, když mu bylo 14 let. V New Yorku pak dále pokračoval v koncertování se zavedenými hudebníky a dále piloval svůj styl. V roce 1949 se připojil k rytmické sekci bigbandu Bennyho Goodmana.
Na konci téhož roku se pak připojil k ansámblu bubeníka Arta Blakeyho, kde zůstal téměř deset let. Z této doby také pochází jeho slavná nahrávka Palo Congo (1957). Mezi lety 1953–1957 nahrával Sabu s Blakeym. Za zmínku stojí deska Orgy in Rhythm. Jde o fantastickou souhru dvou bubeníků, kteří oba mistrovsky ovládají své nástroje a společně míchají dohromady africké rytmy a latinu (která se ovšem stejně vyvinula z africké hudby).
V roce 1957 dal Sabu dohromady svůj vlastní kvintet se kterým nahrává tři dnes už klasické desky Palo Congo pro Blue Note, Safari pro RCA a Sorcery pro Columbii.
Tak jako spousta dalších jazzmanů, stal se v padesátých letech Sabu závislým na heroinu. Během toho období téměř nehrál a živil se různou podřadnou prací. Ale s pomocí přátel se ze závislosti dostal. V roce 1960 se krátce připojil k Louie Ramirezovi. Společně tak nahráli jednu z nejuznávanějších desek latin jazzu Jazz Espagnole.
Na spoustě desek si pak Sabu zahrál jako sideman. Začátek šedesátých let pak opět strávil v Portoriku. V roce 1967 se oženil a přestěhoval do Švědska. Přinejmenším dva jeho synové, Rene a Johnny, jsou také bubeníci.
Sabu zemřel v roce 1979 na žaludeční vředy.